# Rubropezicula
Rubropezicula is een monotypisch geslacht van schimmels behorend tot de familie Pezizellaceae. Het bevat alleen Rubropezicula thailandica.